# Pfarrkirche Krimml

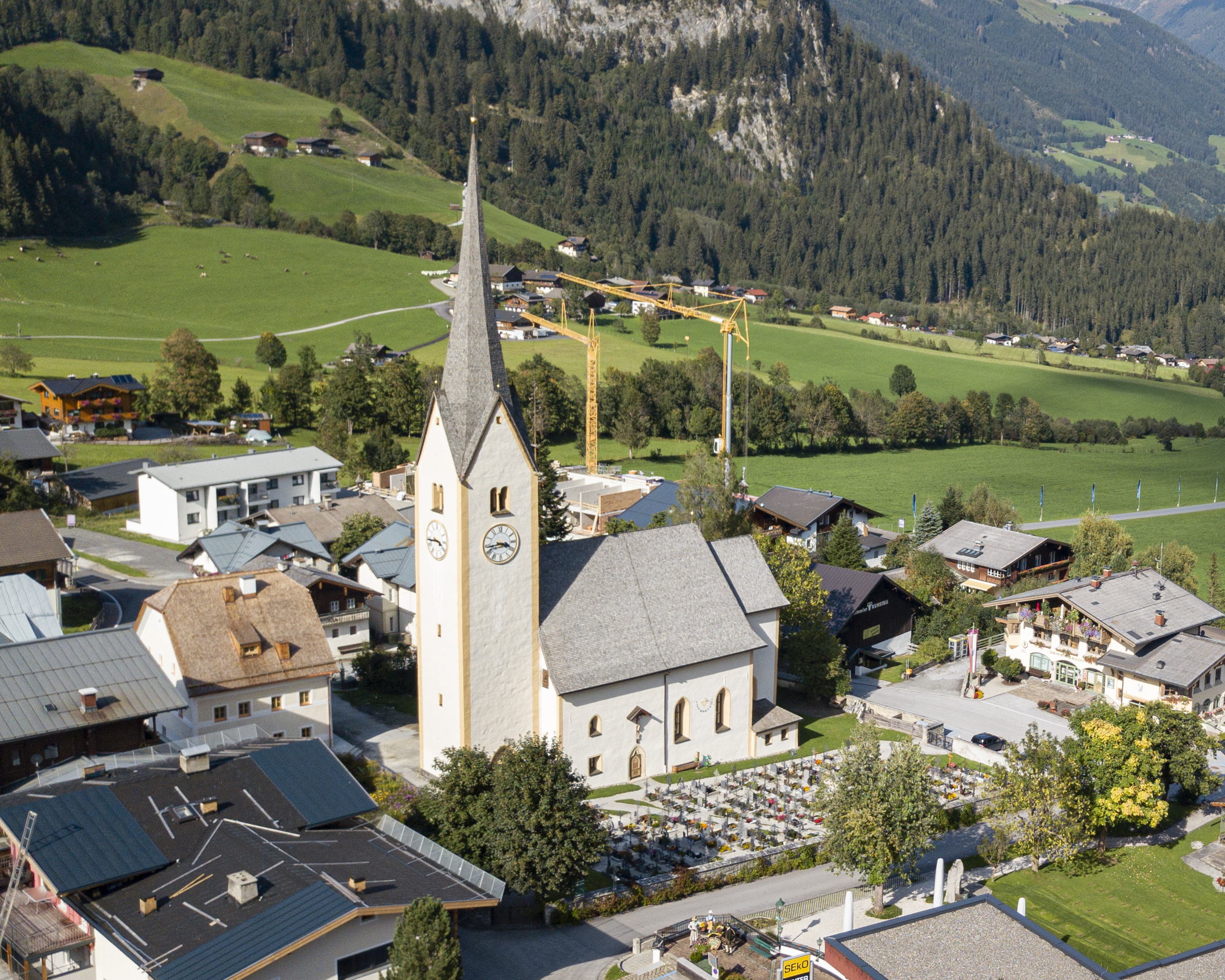
Katholische Pfarrkirche hl. Jakobus der Ältere in Krimml

Freigelegtes Fresko

Die römisch-katholische Pfarrkirche Krimml steht in der Ortsmitte der Gemeinde Krimml im Bezirk Zell am See im Land Salzburg. Die dem Patrozinium des Heiligen Jakobus des Älteren unterstellte Pfarrkirche gehört zum Dekanat Stuhlfelden in der Erzdiözese Salzburg. Die Kirche und der Friedhof stehen unter Denkmalschutz (Listeneintrag).

## Geschichte
Urkundlich wurde 1244 eine Kirche genannt. Die Kirche wurde 1891 zur Pfarrkirche erhoben.
Die gotische Kirche wurde 1835 baulich verändert. Das Kircheninnere wurde 1957 restauriert, dabei wurden Fresken freigelegt. Das Kirchenäußere wurde 1960 restauriert.

## Architektur
Die gotische Kirche mit einem vorgestellten Westturm ist von einem Friedhof umgeben. Der schlichte gotische Westturm hat einen Sockel und im Norden und Süden spitzbogige abgefaste Einstiege, rundbogige Biforenfenster und trägt einen Spitzgiebelhelm. In der südlichen Längswand des Langhauses befindet sich ein gotisches gekehltes spitzbogiges Portal mit einem eingeschriebenen Zweipass und einer gotischen Nase.
Das Kircheninnere zeigt im Turmerdgeschoß ein Sternrippengewölbe auf runden Konsolen, dann eine vierstufige Treppe zum tiefer gelegenen spitzbogigen Westportal mit einem mehrfach gekehlten Gewände. Das einschiffige vierjochige Langhaus hat ein Netzrippengewölbe auf zweiseitig zugespitzten Wanddiensten, die Rippen wurden 1835 abgeschlagen. Im ersten Joch gibt es rechteckige und darüber spitzbogige Fenster, sonst nur rechteckige Fenster, die Glasmalereien mit der Darstellung von eucharistischen Themen entstanden 1912. Die hölzerne Westempore hat zwei Geschoße. Der Triumphbogen ist rundbogig und abgefast. Der etwas nach Süden verschobene und stark eingezogene Chor hat einen geraden Schluss, das Kreuzgewölbe ist verunklärt, im Chorschluss befindet sich ein spitzbogiges Fenster und an der Südwand ein rundbogiges Glasfenster mit der Darstellung der Heiligen Helena und Martin aus 1927. Nördlich am Chor steht der zweigeschoßige Sakristeianbau.
Südlich am Chor befinde sich die angebaute Totenkapelle aus 1750 mit einem zeitgleichen Altar mit dem Altarblatt Mariä Himmelfahrt.
Die Wandmalereien zeigen am Triumphbogen das Jüngste Gericht aus der Mitte des 17. Jahrhunderts, im zweiten Joch der Nordwand Gottvater und die Heiligen Cristianus, Nikolaus, Maria Magdalena und Ursula, die Vierzehn Nothelfer und Maria mit Kind aus 1652, eine Inschrift nennt die Stifter Christian Unterberger und Nikolaus Pinter.

## Einrichtung
Der Hochaltar aus der Mitte des 18. Jahrhunderts wurde 1820 überarbeitet, er trägt die Figur einer stehenden Madonna mit Kind um 1480 und zeigt das Oberbild hl. Ursula und trägt seitlich die Konsolfiguren der Heiligen Jakobus der Ältere und der Jüngere aus der Mitte des 18. Jahrhunderts.
Der linke Seitenaltar aus der Mitte des 18. Jahrhunderts wurde 1957 restauriert, er zeigt das Altarblatt Kreuzigung mit Maria und Johannes und das Oberbild hl. Antonius. Der rechte Seitenaltar aus 1835 zeigt das Altarblatt mit den Heiligen Rochus und Sebastian und das Oberbild hl. Christophorus.
Es gibt eine hölzerne Pietà aus dem 19. Jahrhundert. Die Kanzel um 1720 zeigt mit Holzreliefs der Kirchenväter und das Bild Christus als Guter Hirte. Es gibt Konsolfiguren der Heiligen Johannes Nepomuk und Johannes der Täufer sowie heilige Bischöfe ohne Attribute und einen stehenden Schmerzensmann. Den Hängekruzifix schuf Helmut Zobl 1974. Die Westempore zeigt Bilder Christus und die Zwölf Apostel, David und hl. Cäcilia aus 1675.
Die Orgel baute Johann Josef Mertel 1912. Eine Glocke nennt Heinrich Reinhart 1615 und Alexander Löffler 1537.